# Forma normal beta
Na teoria do cálculo lambda, um termo se encontra na forma normal beta se não é possível nenhuma redução beta. Da mesma forma, um termo se encontra na forma normal beta-eta se uma redução beta não é possível nem tampouco uma redução eta.

## Redução Beta
No cálculo lambda, uma redex do tipo beta é um termo da forma
{\displaystyle ((\mathbf {\lambda } x.A(x))t)}
onde {\displaystyle A(x)} é um termo (possivelmente) contendo variáveis {\displaystyle x}.
Uma redução beta é, essencialmente, uma aplicação da seguinte reescrita da redex do tipo beta
{\displaystyle ((\mathbf {\lambda } x.A(x))t)\rightarrow A(t)}
onde {\displaystyle A(t)} é o resultado da substituição to termo {\displaystyle t} pela variável {\displaystyle x} no termo {\displaystyle A(x)}.